# Miško Baranja
Mihael (Miško) Baranja, slovenski gostinec in cimbalist, * 10. april 1920, Vanča vas, † 21. junij 1993, Murska Sobota.
Bil je cimbalist v zasedbi Beltinška banda. Bil je lastnik še danes delujoče Gostilne Baranja.

## Življenjepis
Rodil se je v romski družini v Vanči vasi materi Tereziji in očetu Jožefu Baranji, ki je bil violinist in je imel lastno zasedbo Baranja banda. Pri desetih letih se je začel učiti igrati na cimbale, pri štirinajstih pa glasbene teorije pri profesorju Ladislavu Šipoši v hrvaškem Čakovcu. Leta 1939 se je pridružil Baranja bandi. V osnovni s petimi in razširjeni zasedbi z do dvanajst glasbeniki so nastopali po vsej Sloveniji ter bili sezonsko zaposleni v več slovenskih hotelih (Bled, Dobrna, Maribor, Murska Sobota ...). 
Leta 1966 je v Nemčavcih odprl gostilno in konec šestdesetih soustvaril Kociper-Baranja bando. Zasedba se leta 1983 preimenuje v Beltinško bando, ki je zopet delovala v osnovni in razširjeni zasedbi. V osnovni so poleg Baranje na cimbalah igrali še violinist Janči Kociper, kontrabasist Jožef Kociper, klarinetist Anton Rajnar (člani Kociper-Baranja bande) ter Rudija Horvata na drugi violini in vokalistko Darjo Žalik. V razširjeni zasedbi oz. t. i. orkestru je bilo do dvanajst glasbenikov. Leta 1988 Občina Murska Sobota Baranji podeli priznanje mesta. Leta 1990 vznikne podmladek Beltinške bande - Marko band, katerega prvi mentor je bil Miško Baranja.

### Zapuščina
Umrl je 21. junija 1993 v Murski Soboti. Beltinška banda mu je posvetila koncert v Slovenskem narodnem gledališču Maribor in izdala spominski album Najlepša leta našega življenja. Leta 2008 so po njem poimenovali ulico v Murski Soboti.
Baranja je razvil značilen, svojstven način igranja na cimbale, ki se je od ustaljenega madžarskega razlikoval predvsem po počasnejšem igranju in čistejših, često razloženih akordih. Tradicijo njegovega igranja danes prenaša njegov učenec Andrej Sobočan.
6. julija 2020 so v Murski Soboti s koncertom počastili 100. obletnico njegovega rojstva. Med nastopajočimi so bili tudi Vlado Kreslin, Marko banda, Andi Sobočan in romska zasedba Romano Glauso.